# Tipula retusa
Tipula retusa är en tvåvingeart som beskrevs av Doane 1901. Tipula retusa ingår i släktet Tipula och familjen storharkrankar. Inga underarter finns listade i Catalogue of Life.